# Universidade de Bochum

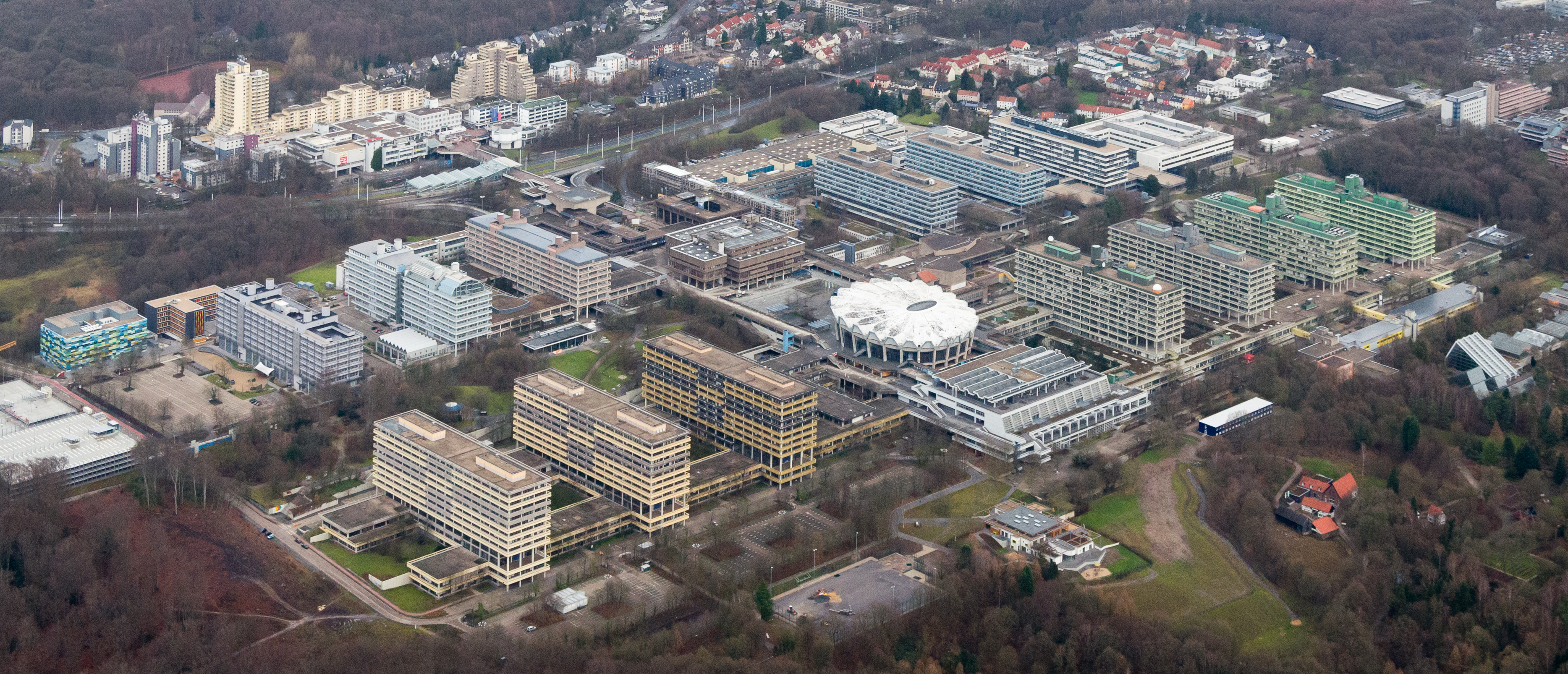
Imagem aérea da universidade

A Universidade de Bochum (em alemão:  Ruhr-Universität Bochum - RUB) em Bochum é uma das dez maiores universidades da Alemanha, com 42 599 alunos (conforme WS 2020/2021).

## Visão geral

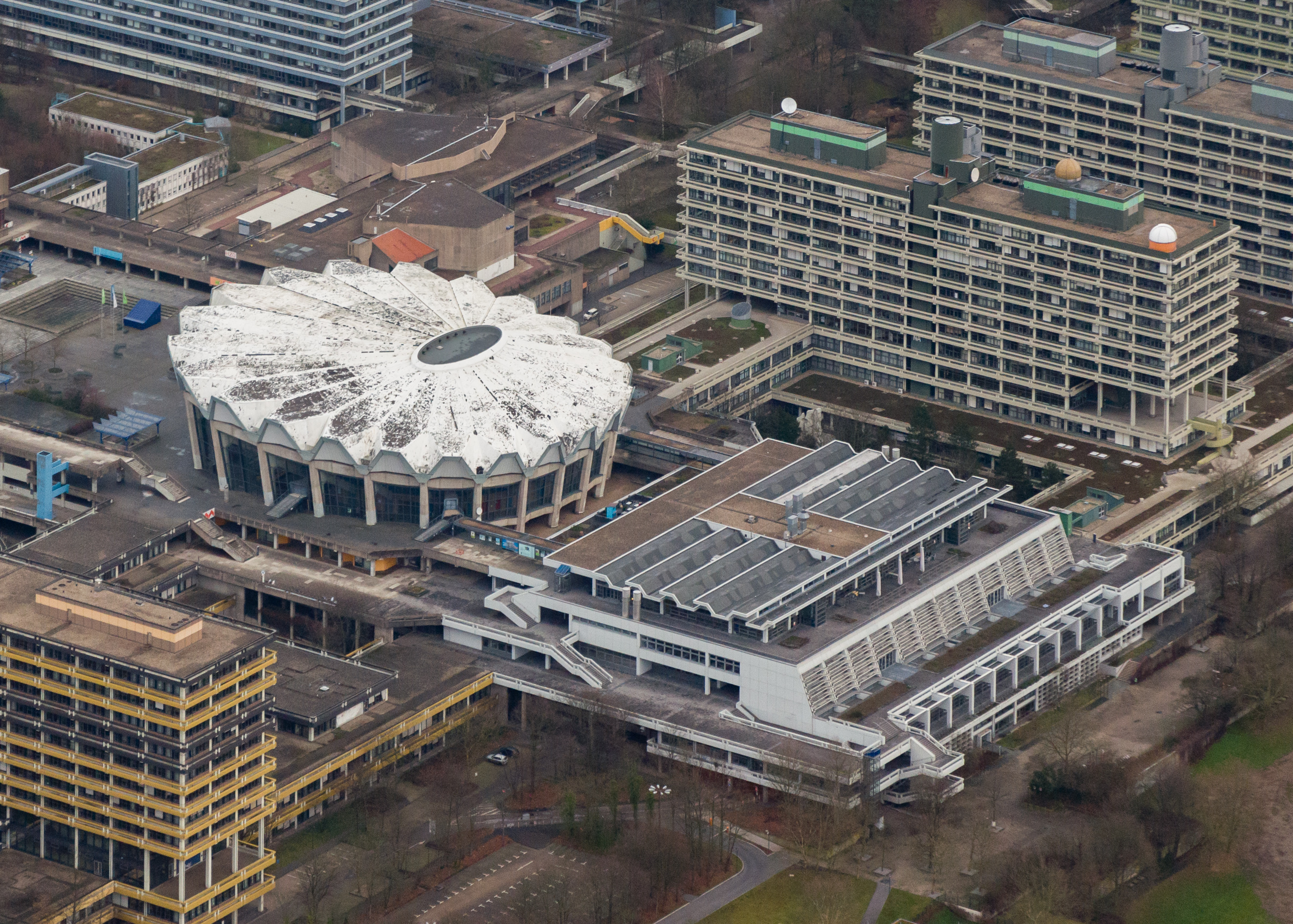
Ein Teilbereich des Campus-Geländes mit Audimax und Mensa (Gebäude 'IA' links oben abgerissen und neu gebaut)

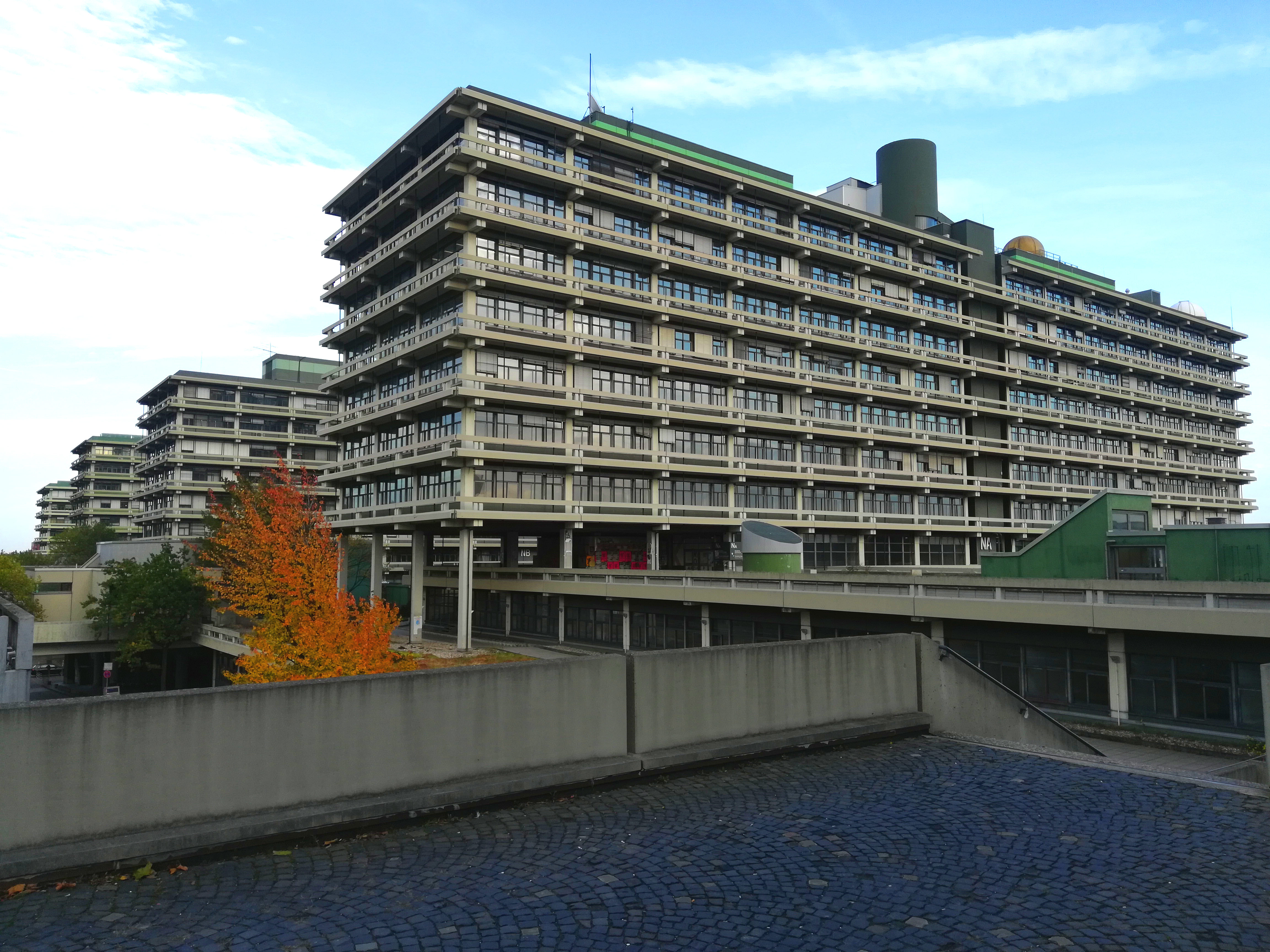
Die N-Gebäude („Naturwissenschaften“), im Vordergrund das Gebäude NA, welches demnächst abgerissen und neu aufgebaut wird und somit aktuell leer steht

Em 1962 a RUB foi a primeira universidade a ser fundada na Alemanha após a Segunda Guerra Mundial. A universidade foi criada fora da cidade como um campus universitário em Querenburg: com exceção de algumas filiais, todas as 10 faculdades estão alojadas nas instalações da universidade. A universidade, a cidade residencial de Hustadt e o shopping Uni-Center que abastece ambos dominaram o distrito desde então. O ensino começou em 1965, três anos após a fundação da RUB.